# Aconitum yangii
Aconitum yangii là một loài thực vật có hoa trong họ Mao lương. Loài này được W.T.Wang & L.Q.Li mô tả khoa học đầu tiên năm 1987.